# Affirmed
 (janvier 2025).
Si vous disposez d'ouvrages ou d'articles de référence ou si vous connaissez des sites web de qualité traitant du thème abordé ici, merci de compléter l'article en donnant les références utiles à sa vérifiabilité et en les liant à la section « Notes et références ».
Affirmed (1975-2001) est un cheval de course pur-sang anglais américain. Membre du Hall of Fame des courses américaines, il est le onzième détenteur de la Triple couronne des courses américaines. Sa rivalité avec Alydar, puis son affrontement avec Seattle Slew, font partie de la légende des courses américaines.

## Carrière de courses

### 2 ans
Élevé en Floride par le sulfureux et richissime Louis Wolfson, Affirmed a beaucoup couru à 2 ans, au plus haut niveau. 9 courses, 7 victoires et 2 deuxièmes places. Il a révélé un prodige, un jockey adolescent, Steve Cauthen, 17 ans, qui en quelques mois est devenu le jockey numéro 1 aux États-Unis alors qu'il n'est encore qu'un apprenti. Il s'est aussi et surtout découvert un rival : Alydar. Ces deux-là ne se quitteront presque jamais, et 10 matchs plus tard (victoire aux points pour Affirmed : 7-3) leur rivalité deviendra légendaire. En 1977, ils s'affrontent 6 fois. Bilan : 4 victoires pour Affirmed, 2 pour Alydar. Une fois seulement ils ne finiront pas premier et deuxième (lors des débuts d'Alydar, qui entama sa carrière directement dans une course de groupe et termina 5e). Les deux poulains sont faits l'un pour l'autre. Le premier est un adepte de la course en avant, le second aime venir de l'arrière-garde pour l'emporter au finish. Et comme ils sont les deux meilleurs poulains du pays, le public et les médias se passionnent pour leur rivalité.
Quand Affirmed et Alydar se présentent au départ des Hopeful Stakes, le premier Groupe 1 pour 2 ans, ils sont à une victoire partout. Affirmed s'impose de 3/4 de longueur. Et confirme, après avoir gagné dans l'intervalle une course en solitaire, dans les Futurity Stakes, autre épreuve majeure pour 2 ans, mais cette fois de justesse, un nez. Alydar se rapproche, et tiendra sa revanche dans les Champagne Stakes, qu'il gagne nettement, d'une longueur. Mais c'est tout de même Affirmed qui sera nommé meilleur 2 ans de l'année, grâce à sa victoire dans la dernière scène du premier acte, les Laurel Futurity Stakes, d'une encolure. Les duettistes partent se reposer pour l'hiver, avant de reprendre leur mano à mano à 3 ans, avec pour cadre la Triple couronne.

### 3 ans
Au début de l'année 1978, les deux rivaux décident de faire hippodrome à part, de se préparer chacun de son côté, avant des retrouvailles programmées dans le Kentucky Derby. Tandis qu'Alydar s'en va du côté de la Floride et du Kentucky, avec des victoires à la clé (dont le Florida Derby), Affirmed file en Californie où il s'impose dans les importants Santa Anita Derby et Hollywood Derby. L'heure est venue de se retrouver, au départ de la plus grande course américaine, le Kentucky Derby. Comme l'an passé, Affirmed s'impose en restant aux avants-postes, et Alydar termine deuxième, à une longueur et demi, après avoir bien terminé. Dans la deuxième manche de la triple couronne, les Preakness Stakes, c'est un remake, à un détail près : Alydar finit à une encolure de son rival. L'écart s'est resserré, mais dans l'ultime épreuve, les Belmont Stakes, Alydar compte bien passer devant, à la faveur de la distance plus longue (2 400 m, contre 2 000 m pour le Kentucky Derby et 1 900 m pour les Preakness Stakes) qui devrait lui permettre de faire valoir sa longue accélération et de mettre à profit ses origines davantage garantes de tenue. Hélas pour lui, le scénario bien connu se reproduit inexorablement. Et si Alydar chatouille encore un peu plus son meilleur ennemi - Affirmed l'emporte d'un petit nez, après une lutte phénoménale tout au long de l'interminable ligne droite, des années-lumière devant le reste du peloton assistant de loin à cette bataille, l'une des plus célèbres de l'histoire des courses.
Affirmed devient donc, un an après Seattle Slew, lauréat de la Triple Couronne. Il est le onzième poulain de l'histoire à réussir cet exploit. Pour Alydar, il n'y aura malheureusement pas de quatrième manche, mais il se consolera peut-être en sachant qu'il est le seul cheval à jamais avoir réalisé un triplé d'accessits d'honneur dans ce challenge.
Après sa consécration, Affirmed continue à se produire régulièrement en courses. En août, il remporte les Jim Dandy Stakes puis, à l'occasion des Travers Stakes, fait ses adieux à Alydar : dixième et dernier affrontement entre les frères ennemis, au dénouement ironique, puisque Affirmed une fois encore passe la ligne en tête, mais en gênant son éternel rival, qui est finalement déclaré vainqueur sur tapis vert. Alydar et Affirmed ne croiseront plus jamais le fer. Tandis que le premier nommé se blessa et ne reparut que l'année suivante sans grand succès, Affirmed voyait se dresser sur sa route un autre rival hors du commun : Seattle Slew, vainqueur de la Triple Couronne 1977. Leur double affrontement, dans le Marlboro Cup Invitational Handicap puis la Jockey Club Gold Cup est historique : c'est la seule fois dans l'histoire que deux vainqueurs de triple couronne se retrouvent au départ d'une même course. La première fois, Seattle Slew gagne sans discussion, par trois longueurs. La seconde fois, la course est menée à un train d'enfer, mais Affirmed ne peut défendre ses chances, sa selle ayant tourné. Il termine cinquième, loin derrière Seattle Slew, lui-même battu par un cheval français exilé en Califronie, Exceller, au terme d'une lutte fantastique. Ces deux défaites n'empêchèrent pas le poulain d'être sacré cheval de l'année, et naturellement meilleur 3 ans.

### 4 ans
En 1979, Affirmed est de retour mais peine à retrouver le chemin du succès : ses accessits dans les Malibu Stakes (3e) et les San Fernando Stakes (2e) poussent son entraîneur, Laz Barrera, à remplacer par Laffit Pincay, Jr. un Steve Cauthen alors en proie au doute. La nouvelle association sera invaincue, Affirmed remportant les sept dernières courses de sa carrière, dont le Santa Anita Handicap (devant Exceller, avec à la clé un record de l'épreuve qui tient toujours), les Woodward Stakes, la Hollywood Gold Cup (s'attribuant le record du monde des 2 000 m), et la Jockey Club Gold Cup, sa dernière apparition, où il devança un autre phénomène, Spectacular Bid, alors âgé de 3 ans. Parcours sans faute qui lui vaut de se retirer avec une nouvelle couronne de cheval de l'année et une intronisation au Hall of fame des courses américaines dès l'année suivante. Pour recevoir cet honneur, Alydar devra patienter, lui, jusqu'en 1989. 

### Résumé de carrière
| Date         | Hippodrome      | Pays        | Course                          | Statut      | Distance    | Jockey          | Place       | Écart       | Vainqueur ou deuxième |
| 1977, 2 ans  | 1977, 2 ans     | 1977, 2 ans | 1977, 2 ans                     | 1977, 2 ans | 1977, 2 ans | 1977, 2 ans     | 1977, 2 ans | 1977, 2 ans | 1977, 2 ans           |
| ------------ | --------------- | ----------- | ------------------------------- | ----------- | ----------- | --------------- | ----------- | ----------- | --------------------- |
| 24 mai       | Belmont Park    | États-Unis  |                                 | maiden      | 1 100 m     | B. Gonzalez     | 1er / 10    | 4 ½         | Innocuous             |
| 15 juin      | Belmont Park    | États-Unis  | Youthful Stakes                 |             | 1 100 m     | A. Cordero, Jr. | 1er / 11    | enc.        | Wood Native           |
| 6 juillet    | Belmont Park    | États-Unis  | Great American Stakes           |             | 1 100 m     | A. Cordero, Jr. | 2e / 7      | 3 ½         | Alydar                |
| 23 juillet   | Hollywood Park  | États-Unis  | Hollywood Juvenile Championship | Gr. 2       | 1 200 m     | L. Pincay, Jr.  | 1er / 8     | 7           | He's Dewan            |
| 17 août      | Saratoga        | États-Unis  | Sanford Stakes                  | Gr. 2       | 1 200 m     | S. Cauthen      | 1er / 6     | 2 ¾         | Tilt Up               |
| 27 août      | Saratoga        | États-Unis  | Hopeful Stakes                  | Gr. 1       | 1 300 m     | S. Cauthen      | 1er / 5     | 1/2         | Alydar                |
| 10 septembre | Belmont Park    | États-Unis  | Futurity Stakes                 | Gr. 1       | 1 400 m     | S. Cauthen      | 1er / 5     | nez         | Alydar                |
| 15 octobre   | Belmont Park    | États-Unis  | Champagne Stakes                | Gr. 1       | 1 600 m     | S. Cauthen      | 2e / 6      | 1 ¼         | Alydar                |
| 29 octobre   | Laurel Park     | États-Unis  | Laurel Futurity                 | Gr. 1       | 1 700 m     | S. Cauthen      | 1er / 4     | enc.        | Alydar                |
| 1978, 3 ans  |                 |             |                                 |             |             |                 |             |             |                       |
| 8 mars       | Santa Anita     | États-Unis  | Allowance                       |             | 1 200 m     | S. Cauthen      | 1er / 5     | 5           | Spotted Charger       |
| 18 mars      | Santa Anita     | États-Unis  | San Felipe Stakes               | Gr. 2       | 1 700 m     | S. Cauthen      | 1er / 6     | 2           | Chance Dancer         |
| 2 avril      | Santa Anita     | États-Unis  | Santa Anita Derby               | Gr. 1       | 1 800 m     | L. Pincay, Jr.  | 1er / 12    | 8           | Balzac                |
| 16 avril     | Hollywood Park  | États-Unis  | Hollywood Derby                 | Gr. 1       | 1 800 m     | S. Cauthen      | 1er / 9     | 2           | Think Snow            |
| 6 mai        | Churchill Downs | États-Unis  | Kentucky Derby                  | Gr. 1       | 2 000 m     | S. Cauthen      | 1er / 11    | 1 ½         | Alydar                |
| 20 mai       | Pimlico         | États-Unis  | Preakness Stakes                | Gr. 1       | 1 900 m     | S. Cauthen      | 1er / 7     | enc.        | Alydar                |
| 10 juin      | Belmont Park    | États-Unis  | Belmont Stakes                  | Gr. 1       | 2 400 m     | S. Cauthen      | 1er / 5     | nez         | Alydar                |
| 8 août       | Saratoga        | États-Unis  | Jim Dandy Stakes                | Gr. 2       | 1 800 m     | S. Cauthen      | 1er / 5     | 1 ½         | Sensitive Prince      |
| 19 août      | Saratoga        | États-Unis  | Travers Stakes                  | Gr. 1       | 1 800 m     | L. Pincay, Jr.  | 2e rétr.    | (1 ¾)       | (Alydar)              |
| 16 septembre | Belmont         | États-Unis  | Marlboro Cup Handicap           | Gr. 1       | 1 800 m     | S. Cauthen      | 2e / 6      | 3           | Seattle Slew          |
| 14 octobre   | Belmont         | États-Unis  | Jockey Club Gold Cup            | Gr. 1       | 2 400 m     | S. Cauthen      | 5e / 5      | 19          | Exceller              |
| 1979, 4 ans  |                 |             |                                 |             |             |                 |             |             |                       |
| 7 janvier    | Santa Anita     | États-Unis  | Malibu Stakes                   | Gr. 2       | 1 400 m     | S. Cauthen      | 2e / 5      | 2 ¼         | Little Reb            |
| 20 janvier   | Santa Anita     | États-Unis  | San Fernando Stakes             | Gr. 2       | 1 800 m     | S. Cauthen      | 2e / 8      | 2 ¾         | Radar Ahead           |
| 4 février    | Santa Anita     | États-Unis  | Charles H. Strub Stakes         | Gr. 1       | 2 000 m     | L. Pincay, Jr.  | 1er / 9     | 10          | Johnny's Image        |
| 4 mars       | Santa Anita     | États-Unis  | Santa Anita Handicap            | Gr. 1       | 2 000 m     | L. Pincay, Jr.  | 1er / 8     | 4 ½         | Tiller                |
| 20 mai       | Hollywood Park  | États-Unis  | Californian Stakes              | Gr. 1       | 1 700 m     | L. Pincay, Jr.  | 1er / 8     | 5           | Syncopate             |
| 24 juin      | Hollywood Park  | États-Unis  | Hollywood Gold Cup              | Gr. 1       | 2 000 m     | L. Pincay, Jr.  | 1er / 10    | 3/4         | Sirlad                |
| 29 août      | Belmont Park    | États-Unis  | Allowance                       |             | 1 600 m     | L. Pincay, Jr.  | 1er / 3     | 6           | Island Sultan         |
| 22 septembre | Belmont Park    | États-Unis  | Woodward Stakes                 | Gr. 1       | 2 000 m     | L. Pincay, Jr.  | 1er / 5     | 1/2         | Coastal               |
| 6 octobre    | Belmont Park    | États-Unis  | Jockey Club Gold Cup            | Gr. 1       | 2 400 m     | L. Pincay, Jr.  | 1er / 4     | 3/4         | Spectacular Bid       |

### La rivalité Affirmed-Alydar
Dans la liste des 100 meilleurs chevaux de l'histoire des courses américaines au XXe siècle établie par le magazine de référence américain The Blood-Horse, Affirmed est classé 12e et Alydar 27e.
| Date             | Hippodrome      | Course                | Distance     | Affirmed | Alydar | Écart       |
| ---------------- | --------------- | --------------------- | ------------ | -------- | ------ | ----------- |
| 15 juin 1977     | Belmont Park    | Youthful Stakes       | 1 100 mètres | 1er      | 5ème   | 5 longueurs |
| 6 juillet 1977   | Belmont Park    | Great American Stakes | 1 100 mètres | 2ème     | 1er    | 3 ½         |
| 27 août 1977     | Saratoga        | Hopeful Stakes        | 1 300 mètres | 1er      | 2ème   | 1/2         |
| 9 septembre 1977 | Belmont Park    | Futurity Stakes       | 1 400 mètres | 1er      | 2ème   | nez         |
| 15 octobre 1977  | Belmont Park    | Champagne Stakes      | 1 600 mètres | 2ème     | 1er    | 1 ¼         |
| 29 octobre 1977  | Laurel Park     | Laurel Futurity       | 1 700 mètres | 1er      | 2ème   | encolure    |
| 6 mai 1978       | Churchill Downs | Kentucky Derby        | 2 000 mètres | 1er      | 2ème   | 1 ½         |
| 20 mai 1978      | Pimlico         | Preakness Stakes      | 1 900 mètres | 1er      | 2ème   | encolure    |
| 10 juin 1978     | Belmont Park    | Belmont Stakes        | 2 400 mètres | 1er      | 2ème   | nez         |
| 19 août 1978     | Saratoga        | Travers Stakes        | 1 800 mètres | (2ème)   | (1er)  | (1 ¾)*      |

*Affirmed a fini avec une longueur trois-quarts devant Alydar, mais a été rétrogradé pour avoir gêné son adversaire.

## Au haras
À l'issue de sa carrière de courses, Affirmed est syndiqué sur la base de 14,4 millions de dollars, un record à l'époque. Il deviendra un étalon de valeur, effectuant d'ailleurs une partie de sa carrière à Calumet Farm où il retrouvera son vieux copain Alydar, le prince des lieux. Il donnera 80 stakes winners, ayant accumulé près de 45 millions de dollars de gains et se révélera un excellent père de mères. Parmi ses meilleurs produits, il faut citer la championne Flawlessly (meilleure jument américaine sur le gazon, en 1992 et 1993, membre du Hall of Fame), Peteski (Triple couronne canadienne), The Thin Man (Arlington Million) ou encore Regal State (Prix Morny), mère de Pleasantly Perfect (par Pleasant Colony), vainqueur de la Breeders' Cup Classic, de la Dubai World Cup et du Pacific Classic.
Souffrant de fourbure, Affirmed a dû être euthanasié en 2001. Il est enterré à Jonabell Farm, le haras où il était retiré.

## Origines
Exclusive Native, le père de Affirmed, fut l'un des bons éléments de sa génération, vainqueur de l'Arlington Classic à 3 ans, et 3e des Hopeful Stakes et des Futurity Stakes l'année précédente. Outre Affirmed, il engendra entre autres Genuine Risk, l'une des trois seules pouliches à avoir remporté le Kentucky Derby en 1980, également 2e des Preakness Stakes et des Belmont Stakes.
La lignée maternelle est assez ordinaire. Won't Tell You n'avait rien produit avant Affirmed, mais elle eut par la suite quatre produits placés dans des courses de groupe, dont Silent Fox, propre frère de Affirmed, troisième d'un groupe 1.

### Pedigree
| Origines de Affirmed (USA), mâle alezan né en 1975 | Origines de Affirmed (USA), mâle alezan né en 1975 | Origines de Affirmed (USA), mâle alezan né en 1975 | Origines de Affirmed (USA), mâle alezan né en 1975 |
| -------------------------------------------------- | -------------------------------------------------- | -------------------------------------------------- | -------------------------------------------------- |
| Père Exclusive Native                              | Raise a Native                                     | Native Dancer                                      | Polynesian                                         |
| Père Exclusive Native                              | Raise a Native                                     | Native Dancer                                      | Geisha                                             |
| Père Exclusive Native                              | Raise a Native                                     | Raise You                                          | Case Ace                                           |
| Père Exclusive Native                              | Raise a Native                                     | Raise You                                          | Lady Glory                                         |
| Père Exclusive Native                              | Exclusive                                          | Shut Out                                           | Equipoise                                          |
| Père Exclusive Native                              | Exclusive                                          | Shut Out                                           | Goose Egg                                          |
| Père Exclusive Native                              | Exclusive                                          | Good Example                                       | Pilate                                             |
| Père Exclusive Native                              | Exclusive                                          | Good Example                                       | Parade Girl                                        |
| Mère Won't Tell You                                | Crafty Admiral                                     | Fighting Fox                                       | Sir Gallahad III                                   |
| Mère Won't Tell You                                | Crafty Admiral                                     | Fighting Fox                                       | Marguerite                                         |
| Mère Won't Tell You                                | Crafty Admiral                                     | Admiral's Lady                                     | War Admiral                                        |
| Mère Won't Tell You                                | Crafty Admiral                                     | Admiral's Lady                                     | Booka Brook                                        |
| Mère Won't Tell You                                | Scarlet Ribbon                                     | Volcanic                                           | Ambrose Light                                      |
| Mère Won't Tell You                                | Scarlet Ribbon                                     | Volcanic                                           | Hot Supper                                         |
| Mère Won't Tell You                                | Scarlet Ribbon                                     | Native Valor                                       | Mahmoud                                            |
| Mère Won't Tell You                                | Scarlet Ribbon                                     | Native Valor                                       | Native Gal (famille 23-b)                          |